# العار (فلم مصري)
العار هو فيلم مصري عرض عام 1982، من بطولة نور الشريف، ومحمود عبد العزيز، وحسين فهمي، ونورا، ألفه محمود أبو زيد، وأخرجه علي عبد الخالق.

## قصة الفيلم
تدور الأحداث حول عبد التواب تاجر العطارة المعروف بالتقوى الذي يسافر إلى الأسكندرية للاتفاق على صفقة مخدرات يدفع فيها ثروته وعند عودته يلقى مصرعه، يعترف الابن الأكبر كمال بحقيقة مصدر ثروة العائلة، ليقع الجميع أمام إختيار صعب ما بين إتمام الصفقة والحصول على المال، أو رفض الصفقة من الأساس وضياع الميراث.

## طاقم التمثيل
- نور الشريف: (كمال)
- حسين فهمي: (شكري)
- محمود عبد العزيز: (عادل)
- نورا: (روقة)
- أمينة رزق: (أصيلة)
- إلهام شاهين: (ليلى)
- عبد البديع العربي: (عبد التواب)
- صلاح نظمي: (فؤاد بك)
- محيي الدين عبد المحسن: (المعلم هوبري)
- طارق الدسوقي: (مجدي)
- محمد أبو حشيش: (تاجر مخدرات بالنيابة)
- مطاوع عويس: (تاجر مخدرات بالنيابة)
- بدرية عبد الجواد: (هتوف - خادمة روقة)
- حافظ أمين: (بنداقي)
- نعمات عبد الناصر: (زبونة محل العطارة)
- حسين عرعر: (علاولة)
- مها كمال: (سامية)

## فريق العمل
- إخراج: علي عبد الخالق
- تأليف: محمود أبو زيد
- مدير التصوير: سعيد شيمي
- مونتاج: حسين عفيفي
- إنتاج: أضواء السينما
- موسيقى تصويرية: حسن أبو السعود
- توزيع داخلي: أضواء السينما
- توزيع خارجي: فالكون فيلم

## عن الفيلم
- كان الفنان يحيى الفخراني مرشحا لدور طبيب الأمراض العصبية (د.عادل) لكنه رفضه فتم إسناده لمحمود عبد العزيز، واعترف الفخراني بعد نجاح الفيلم بندمه الشديد على رفض الدور.
- الفنان نور الشريف هو من وظف أسلوب حركة الرقبة واليد لشخصية كمال؛ حيث استلهمها من شخصية حقيقية جمعته بأحد التجار الشعبيين حديثي ارتداء البدلة.
- تم تقديم مسلسل بنفس الاسم يحكي قصة الفيلم مع بعض الاختلافات وعرض في رمضان 1431هـ/2010م.

## جوائز
- احتل الفيلم المركز رقم 56 في قائمة أفضل مئة فيلم مصري حسب استفتاء النقاد بمناسبة مرور 100 عام على أول عرض سينمائي بالأسكندرية (1896-1996) وكان الإختيار بداية من عام 1927 حيث تم عرض أول فيلم مصرى (ليلي 1927) وحتى عام 1996.
- حصل على جائزة الإخراج في مهرجان مانيلا السينمائي الدولي.
- حصل على ثلاث جوائز في مهرجان جمعية الفيلم السنوي وهي جائزة أفضل فيلم وجائزة أفضل إخراج وجائزة أفضل سيناريو.
- حصل الفيلم على جائزة أحسن فيلم في المسابقة الهامشية التي نظمها مهرجان القاهرة السينمائي الدولي السادس، للأفلام المصرية عام 1982.

## روابط خارجية
- مقالات تستعمل روابط فنية بلا صلة مع ويكي بيانات